# Elbűvölve (film, 1945)
Az Elbűvölve / Gonosz varázslat (eredeti cím: Spellbound) 1945-ben készült fekete-fehér amerikai film noir Alfred Hitchcock rendezésében.
A film egyik érdekessége a Salvador Dalí által tervezett híres álomjelenet. Úttörőnek számít Rózsa Miklós Oscar-díjas zenéje, melyben a zeneszerző elsőként alkalmazta az orosz teremin elektronikus dallamait. Ezek a dallamok azóta rengeteg zsánerfilm kulcsmotívumává váltak.

## Cselekmény
|  | Alább a cselekmény részletei következnek! |

A Green Manors pszichiátriai klinika igazgatóját nyugdíjazzák. A helyére érkező fiatalemberre Petersen doktornő gyanakodni kezd, hogy valami nincs rendben vele. Egymásba szeretnek, és lassan mindkettőjük előtt világos lesz, hogy a férfi nem dr. Edwardes, sőt nem is orvos. Akkor viszont miért viseli dr. Edwardes személyazonosságát? Miért nem emlékszik önmagával kapcsolatban semmire? A rendőrség megtalálja dr. Edwardes holttestét a svájci Alpokban. A megoldás egyszerűnek látszik: az ál dr. Edwardes meggyilkolta a valódit, hogy a helyére léphessen. De Petersen doktornő nem akar belenyugodni ebbe a magyarázatba, megszökteti a rendőrség elől a fiatalembert, és egykori professzorával nekilátnak, hogy „dr. Edwardes” álmainak megfejtésével kiderítsék az igazságot.

## Szereplők
| Szereplő                     | Színész          | Magyar hang            | Magyar hang            |
| Szereplő                     | Színész          | 1. szereposztás (1971) | 2. szereposztás (1996) |
| ---------------------------- | ---------------- | ---------------------- | ---------------------- |
| Dr. Constance Petersen       | Ingrid Bergman   | Váradi Hédi            | Györgyi Anna           |
| John Ballantine              | Gregory Peck     | Bitskey Tibor          | Szabó Sipos Barnabás   |
| Dr. Alex Brulov              | Mihail Csehov    | Pethes Sándor          | Kun Vilmos             |
| Dr. Murchison                | Leo G. Carroll   | Tomanek Nándor         | Szokolay Ottó          |
| Dr. Fleurot                  | John Emery       | ?                      | Ujréti László          |
| Dr. Graff                    | Steven Geray     | ?                      | Tolnai Miklós          |
| Mary Carmichael              | Rhonda Fleming   | ?                      | Farkasinszky Edit      |
| Harry                        | Donald Curtis    | ?                      | Kőszegi Ákos           |
| Biztonsági őr a szállodában  | Bill Goodwin     | ?                      | Barbinek Péter         |
| Idegen férfi a szállodában   | Wallace Ford     | ?                      | Gruber Hugó            |
| Cooley hadnagy               | Art Baker        | ?                      | Versényi László        |
| Gillespie őrnagy             | Regis Toomey     | ?                      | Selmeczi Roland        |
| Jegyárus a vasútállomáson    | Richard Bartell  | ?                      | ?                      |
| Rendőr a vasútállomáson      | Matt Moore       | ?                      | Varga Tamás            |
| Dr. Hanish                   | Paul Harvey      | ?                      | Szabó Ottó             |
| Dr. Anthony Edwardes         | Edward Fielding  | ?                      | ?                      |
| Férfi, aki elhagyja a liftet | Alfred Hitchcock | (nem szólal meg)       | (nem szólal meg)       |
| William Kay (hang)           | –                | ?                      | Juhász György          |
| Edwardes titkárnője          | –                | ?                      | Gyimesi Pálma          |
| Rendőr                       | –                | ?                      | Izsóf Vilmos           |

## Az álomjelenet
Hitchcock Salvador Dalí szürrealista képzőművészt kérte fel, hogy tervezze meg a film álomjelenetét, amelyet Gregory Peck hipnózis alatt átél. Ezek a hallucinációk szemekről, kártyalapokról, különös tájakról szólnak. A képsor önálló művészi alkotásnak is tekinthető, noha a java végül is nem került be a filmbe.

## Díjak, jelölések

### Oscar-díj(1946)
- díj: legjobb eredeti filmzene (Rózsa Miklós)
- jelölés: legjobb férfi mellékszereplő (Michael Chekhov)
- jelölés: legjobb operatőr, fekete-fehér film (George Barnes)
- jelölés: legjobb rendező (Alfred Hitchcock)
- jelölés: legjobb vizuális trükk (Jack Cosgrove)
- jelölés: legjobb film

### New York-i Filmkritikusok Egyesülete(1946)
- díj: legjobb színésznő (Ingrid Bergman)